# Ґживник
Ґживник (пол. Grzywnik) — село в Польщі, у гміні Борне-Суліново Щецинецького повіту Західнопоморського воєводства.